# Mohammad Taghi Bahar
Mohammad-Taghi Bahar, également transcrit Mohammad Taqi Bahar (en persan : محمدتقی بهار), est un homme de lettres iranien né à Mashhad le 7 novembre 1886 et mort à Téhéran le 21 avril 1951. Surnommé Malek ol-Šo'arā (en persan : ملک‌الشعراء, le prince des poètes), il est considéré comme le plus grand poète iranien du XXe siècle. 
Il est également universitaire, homme politique, journaliste, professeur de littérature et historien. Il est le père de l'historien Mehrdad Bahar. Certains universitaires iraniens le placent au même niveau que Ferdowsi, Saadi ou Hafez.

## Biographie
Mohammad Taghi Bahar est né le 8 décembre 1886 dans le district de Sarshur de la ville de Mashhad, capitale du Khorasan de l'époque,  aujourd'hui située dans la province du Khorasan Razavi. Son père, Mohammad Kazem Sabouri, était poète à la cour de Imam Reza, Astan Qods a l'epoque de  Mozaffaredin Shah et lui aussi était surnommé "le prince des poètes". Le jeune Mohammad suivit les cours d'une école traditionnelle de Mashhad et compléta sa connaissance du persan et de l'arabe auprès d'hommes de lettres tels que Adib Neyshabouri et Ali Darehgazi pendant plusieurs années. Il composa son premier poème dès l'âge de huit ans et choisit "Bahar" comme nom de plume après la mort de Bahar Shirvani, poète de l'époque de Nasseredin Shah et ami de son père.
Maîtrisant l'arabe dès l'âge de quatorze ans, Mohammad Taghi Bahar apprit également le français. Il perdit son père à l'âge de dix-huit ans et composa alors une qasideh à l'intention de Mozaffaredin Shah, qui le nomma poète à la Cour de Imam Reza et lui donna le titre de "prince des poètes".
Au début de la révolution constitutionnelle de l'Iran, Bahar démissionna de son poste de poète à la Cour pour rejoindre le mouvement visant à mettre en place un système parlementaire dans le pays. Il devint un membre actif de la section de Mashad de la "Société pour la prospérité" (en persan : انجمن سعادت), organisation ayant pour but l'instauration d'un parlement en Iran. Il publia le Journal du Khorasan en collaboration avec Hossein Ardebili, ainsi que le Nouveau printemps et le Frais printemps d'abord à Mashhad, puis à Téhéran. Il écrivait dans ses journaux des articles plaidant pour la mise en œuvre d'un parlement et d'institutions nouvelles, de nouvelles formes d'expression et un nouvel ordre social et politique. Après le triomphe  de la révolution constitutionnelle, Mohammad Taghi Bahar fut régulièrement élu membre du parlement.
En 1918, à l'époque d'Ahmad Shah, Mohammad Taghi Bahar à la recherche de la modernité, fonda la "Société littéraire Daneshkadeh" (en persan : انجمن ادبی دانشکده) en collaboration avec l'écrivain Said Nafisi et les historiens Gholam-Reza Rashid Ysaemi et Abbas Eghbal Ashtiani. Cette société publiait un magazine mensuel qui contenait, outre des poèmes et des articles en prose, le résultat des recherches littéraires de Bahar. Ce magazine avait également pour vocation de présenter la littérature occidentale aux iraniens et de développer le style contemporain de la littérature persane.

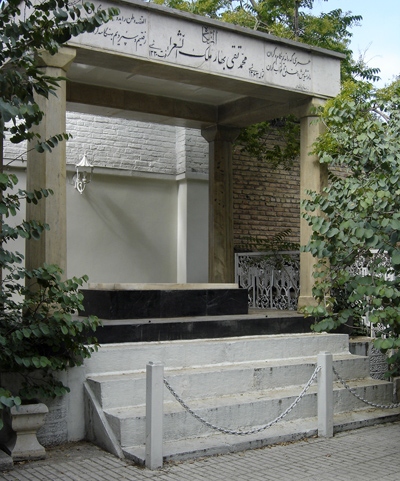
La tombe de Bahar au cimetière Zahir o-dowleh

Lors de l'inauguration de l'Université de Téhéran en 1934, Mohammad Taghi Bahar y est nommé professeur et y enseigne la littérature persane. Il se consacre également à cette époque à l'écriture et à la publication de nombreux ouvrages concernant la littérature persane et l'Histoire, parmi lesquels on peut citer : 
- Histoire du Sistan (en persan : تاریخ سیستان)
- Brève histoire des partis politiques (en persan : تاریخ مختصر احزاب سیاسی)
- Méthodologie (en persan : سبک‌شناسی), traité sur la compréhension des différents styles et traditions en prose persane
- Histoires concises (en persan : مجمل‌التواریخ)

Appelé en 1946 par le Premier ministre de l'époque Ahmad Ghavam à la fonction de ministre de la culture et de l'enseignement, il occupa ce poste pendant une courte période.
Atteint de tuberculose dans les dernières années de sa vie, Mohammad Taghi Bahar quitta l'Iran pour suivre un traitement médical à Leysin en Suisse. Il y passa plus d`un an et revient à Téhéran. Son état empirant, il décéda le 21 avril 1951. Sa tombe se trouve au cimetière de Zahir o-dowleh, dans le quartier de Darband situé au nord de Téhéran.

## Un poème de Mohammad Taghi Bahar
Je ne vous dis pas de me libérer de cette cage
Faites moi plaisir, apportez  ma cage  dans le jardin
Cela  passe très vite la floraison, Oh,  mes  amis!
Pensez à  moi quand vous traverserez  ce jardin
Pensez aux oiseaux qui sont enfermés dans les cages,
Lorsque vous voyez les oiseaux qui chantent dans le jardin
Vous, les gouverneurs, je vous engage  à être juste
Sinon vous allez gâcher la vie des jeunes gens de ce jardin
Si  une simple fourmilière est détruite de votre fait
Vous ne pourrez jamais vous faire un palais  dans ce jardin
Emprisonné pendant le printemps, c’est moi, "Bahār"
Goûtez le  plaisir d'avoir la liberté dans ce jardin
Traduit par Mahshid Moshiri